# The Smiths (음반)
| 전문가 평가                   | 전문가 평가 |
| 평가 점수                     | 평가 점수   |
| 출처                          | 점수        |
| ----------------------------- | ----------- |
| AllMusic                      | [ 4 ]       |
| Billboard                     | [ 5 ]       |
| Blender                       | [ 6 ]       |
| Chicago Tribune               | [ 7 ]       |
| Pitchfork                     | 8.8/10      |
| Q                             | [ 9 ]       |
| Rolling Stone                 | [ 10 ]      |
| The Rolling Stone Album Guide | [ 11 ]      |
| Uncut                         | [ 12 ]      |
| The Village Voice             | B−          |

《The Smiths》는 1984년 2월 20일, 러프 트레이드 레코드에 의해 발매된 영국의 록 밴드 더 스미스의 데뷔 스튜디오 음반이다. 트로이 테이트의 오리지널 프로듀싱이 불충분하다고 느껴진 후, 존 포터는 1983년 9월, 영국 투어 휴식 시간에 런던, 맨체스터, 스톡포트에서 음반을 다시 녹음했다.
이 음반은 비평가들과 대중들에게 호평을 받았고, 영국 음반 차트에서 2위에 오르며 33주 동안 차트에 머물렀다. 이는 1980년대 영국 음악계에서 더 스미스를 유명한 밴드로 자리매김하게 했다. 이 음반은 또한 유럽 음반 차트에서 45위로 정점을 찍으며 국제적인 성공을 거두었고, 21주 동안 차트에 머물렀다. 유럽 차트에서 벗어난 후, 9월부터 3주 동안 핫 100 음반에 다시 진입했다.

## 제작
독립 음반사인 러프 트레이드 레코드와 계약을 체결한 더 스미스는 1983년 중반 첫 번째 음반 녹음을 위한 준비를 시작했다. 러프 트레이드 대표인 제프 트래비스의 제안으로 인해 이 밴드는 런던 와핑에 있는 엘리펀트 스튜디오에서 세션을 위해 트로이 테이트(전 티어드롭 익스플로즈의 기타리스트)를 프로듀서로 선택했다. 그 다음 달 동안 이 그룹은 14곡의 노래를 녹음했다.
기타리스트 조니 마는 나중에 자신의 자서전에 "트로이를 좋아했고... 트로이의 비전은 밴드의 사운드를 라이브로 포착하는 것이었습니다. 그는 이 음반이 우리가 클럽에 있는 방식을 대표하고 진정한 문서라는 것이 중요하다고 생각했습니다. 그는 공연에서 열정을 얻기 위해 꽤 쉬지 않고 일했고 저와 함께 매우 양육했습니다..." 하지만 런던에서 진행 중인 폭염으로 인해 세션 또한 매우 힘들었다. 더 스미스는 엘리펀트의 뜨거운 지하 스튜디오에서 녹음을 하고 있었고, 마에 따르면 더위가 불편했을 뿐만 아니라 악기를 계속 조율하는 것을 어렵게 만들었다고 한다.

## 커버 아트
더 스미스의 커버 아트는 모리세이가 디자인했다. 앤디 워홀의 1968년 영화 《플래시》의 크롭 스틸에 미국 배우 조 달레산드로가 등장한다. 원래 카드 안쪽 소매에 있는 모리세이의 사진은 런던 초기 콘서트에서 로미 모리가 찍은 것이며, 그는 그 후 건 클럽에서 베이스 기타를 연주했다.

## 곡 목록
모든 곡들은 모리세이와 조니 마에 의해 작사/작곡하였다.
| #  | 제목                               | 재생 시간 |
| -- | ---------------------------------- | --------- |
| 1. | 〈Reel Around the Fountain〉       | 5:58      |
| 2. | 〈You've Got Everything Now〉      | 3:59      |
| 3. | 〈Miserable Lie〉                  | 4:29      |
| 4. | 〈Pretty Girls Make Graves〉       | 3:44      |
| 5. | 〈The Hand That Rocks the Cradle〉 | 4:38      |

| #  | 제목                              | 재생 시간 |
| -- | --------------------------------- | --------- |
| 1. | 〈Still Ill〉                     | 3:23      |
| 2. | 〈Hand in Glove〉                 | 3:25      |
| 3. | 〈What Difference Does It Make?〉 | 3:51      |
| 4. | 〈I Don't Owe You Anything〉      | 4:05      |
| 5. | 〈Suffer Little Children〉        | 5:28      |

## 인증
| 국가                       | 인증 | 판매량/출하량 |
| -------------------------- | ---- | ------------- |
| 영국 (BPI)                 | 골드 | 100,000^      |
| ^출하량을 기반으로 한 인증 |      |               |